# Limonium bungei
Limonium bungei är en triftväxtart som först beskrevs av Karl Ernst Claus, och fick sitt nu gällande namn av Gamajun. Limonium bungei ingår i släktet rispar, och familjen triftväxter. Inga underarter finns listade i Catalogue of Life.